# Welington Reginaldo dos Santos
Welington Reginaldo dos Santos, detto Nezinho (Araraquara, 21 gennaio 1981), è un ex cestista brasiliano.

## Carriera
Con il Brasile ha disputato due edizioni dei Campionati mondiali (2006, 2010) e tre dei Campionati americani (2005, 2007, 2011).